# Дроздик Олександр Валерійович
Олександр Валерійович Дроздик (нар. 14 червня 1983, м. Чернівці) — український політик, юрист, економіст.
Народний депутат України 8-го скликання. Голова підкомітету з питань регулювання трудових відносин та зайнятості населення Комітету Верховної Ради України з питань соціальної політики, зайнятості та пенсійного забезпечення.
Член Політичної партії «Народний фронт».

## Освіта
У 2000 — закінчив Чернівецький філософсько-правовий ліцей № 2, м. Чернівці
У 2005 — закінчив Національну юридичну академію України ім. Ярослава Мудрого, Інститут підготовки кадрів для органів прокуратури України, м. Харків, за спеціальністю «Правознавство».
У 2010 — здобув другу вищу освіту за спеціальністю «Фінанси/державні фінанси» у Чернівецькому торговельно-економічному інституті Київського національного торговельно-економічного університету.

## Трудова діяльність
Серпень 2005 — жовтень 2007 — помічник прокурора Вижницького району Чернівецької області.
Грудень 2007 — травень 2014 — приватна адвокатська практика.
Серпень 2008 — серпень 2010 — юрист ДП «Чернівцібудінвест», м. Чернівці
Листопад 2010 — травень 2014 — юрист ТОВ «Адвокатська компанія „МЛГруп“», м. Київ.
Грудень 2012 — березень 2014 — помічник-консультант на громадських засадах народного депутата України Яценюка Арсенія Петровича.
З травня по грудень 2014 — начальник управління нормативно-правового та аналітичного забезпечення Державної виконавчої служби України.
На позачергових виборах до Верховної ради 2014 року обраний народним депутатом України за партійним списком (№ 74) від «Народний фронт».